# Maggie Steffens
Margaret Ann "Maggie" Steffens, född 4 juni 1993 i San Ramon, Kalifornien, är en amerikansk vattenpolospelare. Hon är syster till Jessica Steffens.
Steffens ingick i USA:s OS-lag vid olympiska sommarspelen 2012. I den olympiska vattenpoloturneringen i London gjorde hon 21 mål. I vattenpoloturneringen vid  panamerikanska spelen 2011 blev hennes målsaldo sex mål och i vattenpoloturneringen vid panamerikanska spelen 2015 gjorde hon femton mål.
Steffens spelade för det amerikanska laget som vann sin andra raka olympiska vattenpoloturnering 2016 i Rio de Janeiro.